# 豪森氏密光鰓魚
豪森氏密光鰓魚（學名：Pycnochromis howsoni），為輻鰭魚綱鱸形目雀鯛科密光鰓魚屬的其中一種，分布於西太平洋巴布亞紐幾內亞海域，深度2至65公尺，本魚體呈卵圓形且側扁，體色黃棕色逐漸過渡到後體的灰棕色，包括尾柄，胸鰭基部有一橘色條橫跨過，腹鰭黃色，背鰭和臀鰭呈棕色，每個鰭後面有一個黃色區域，尾鰭背側和腹側邊緣深棕色，向後寬度逐漸變細，背鰭硬棘11-12枚、背鰭軟條11-13枚、臀鰭硬棘2枚、臀鰭軟條12-13枚，體長可達5.6公分，棲息在外海陡峭的珊瑚礁坡，生活習性不明。